# 海尻駅
海尻駅（うみじりえき）は、長野県南佐久郡南牧村大字海尻にある、東日本旅客鉄道（JR東日本）小海線の駅である。
駅の標高は1,035 mで、JRの駅の中で8番目である。

## 歴史
- 1932年（昭和7年）12月27日：鉄道省小海線（その後、小海北線を経て小海線）小海駅 - 佐久海ノ口駅間の開通に伴い、開業（旅客のみ取り扱い）[3]。
- 1934年（昭和9年）9月1日：佐久鉄道小諸駅 - 小海駅間を国有化し、鉄道省小海北線（→小海線）に編入[4]。当駅を含む小海駅 - 佐久海ノ口駅間は飛び地路線ではなくなったが、当駅からは線内各駅および信越本線小諸・上田・長野駅への旅客のみ取り扱い[5]。
- 1935年（昭和10年）11月29日：小海線の全通に伴い[6]、旅客を取り扱う区間に中央本線小淵沢・上諏訪・岡谷の各駅を追加[7]。
- 1954年（昭和29年）12月1日：旅客の取り扱い区間の制限を解除[8]。
- 1987年（昭和62年）4月1日：国鉄分割民営化により、JR東日本の駅となる[9]。

## 駅構造
単式ホーム1面1線を有する地上駅である。
無人駅である。

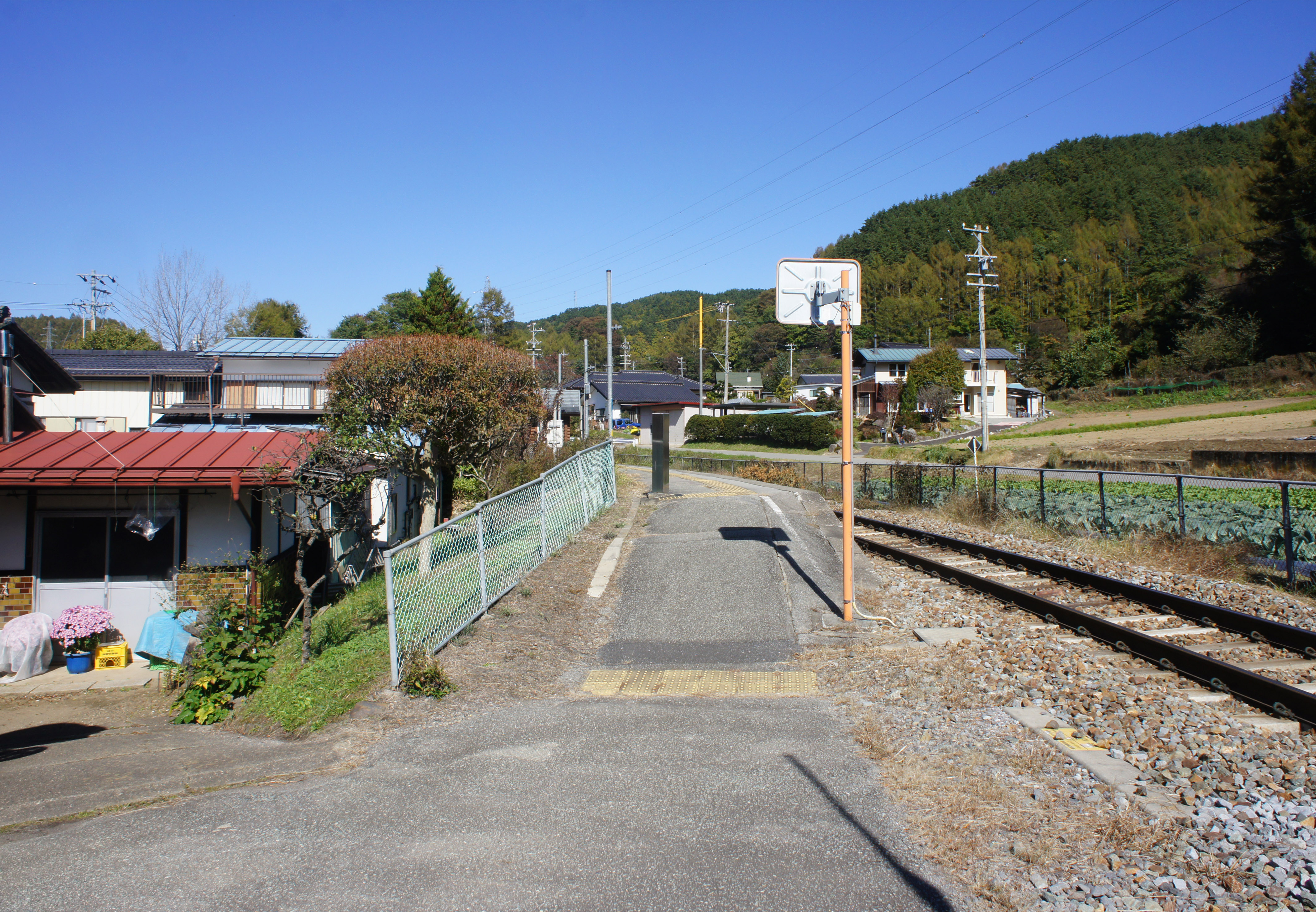
駅出入口（2021年10月）
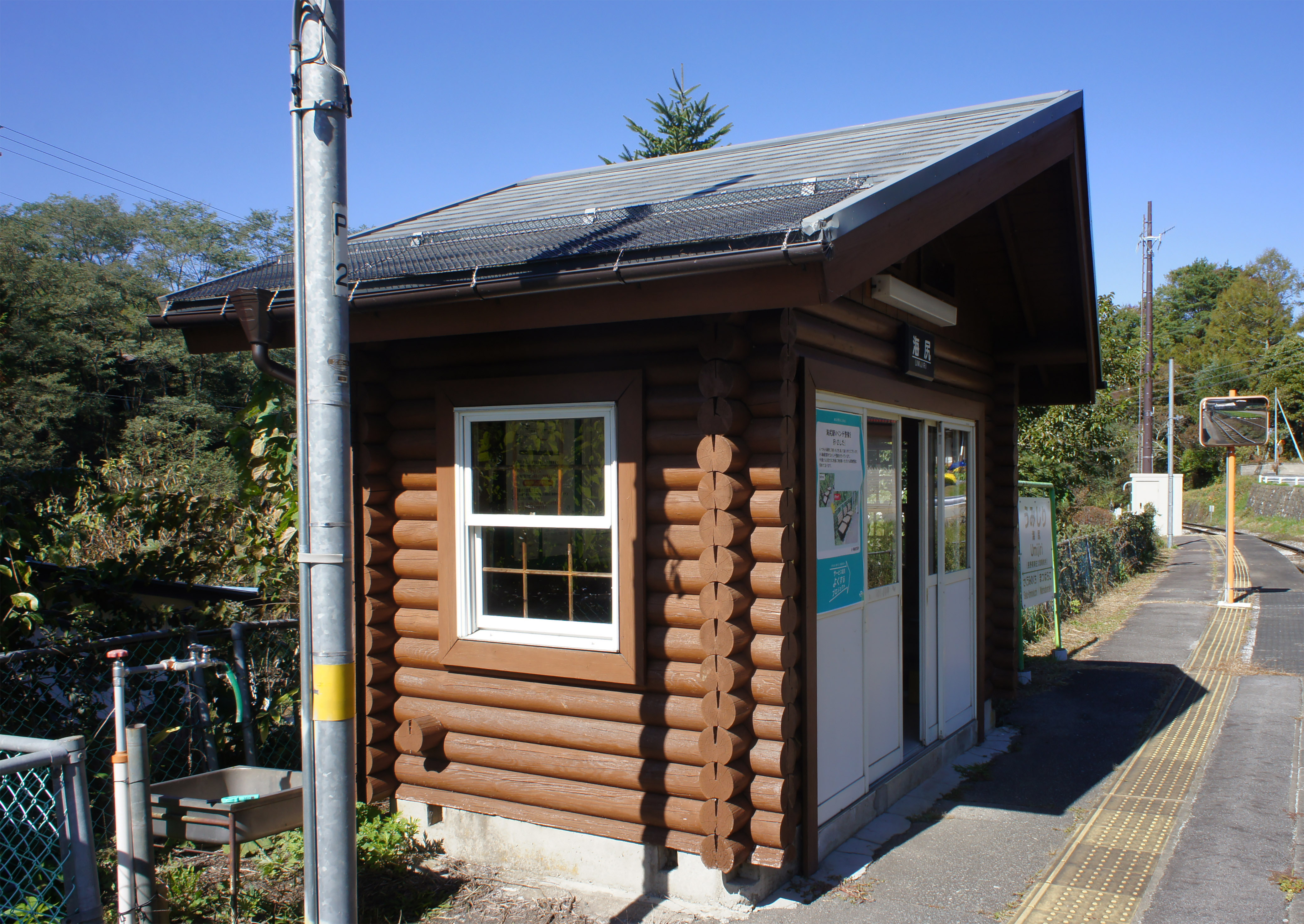
待合室外観（2021年10月）
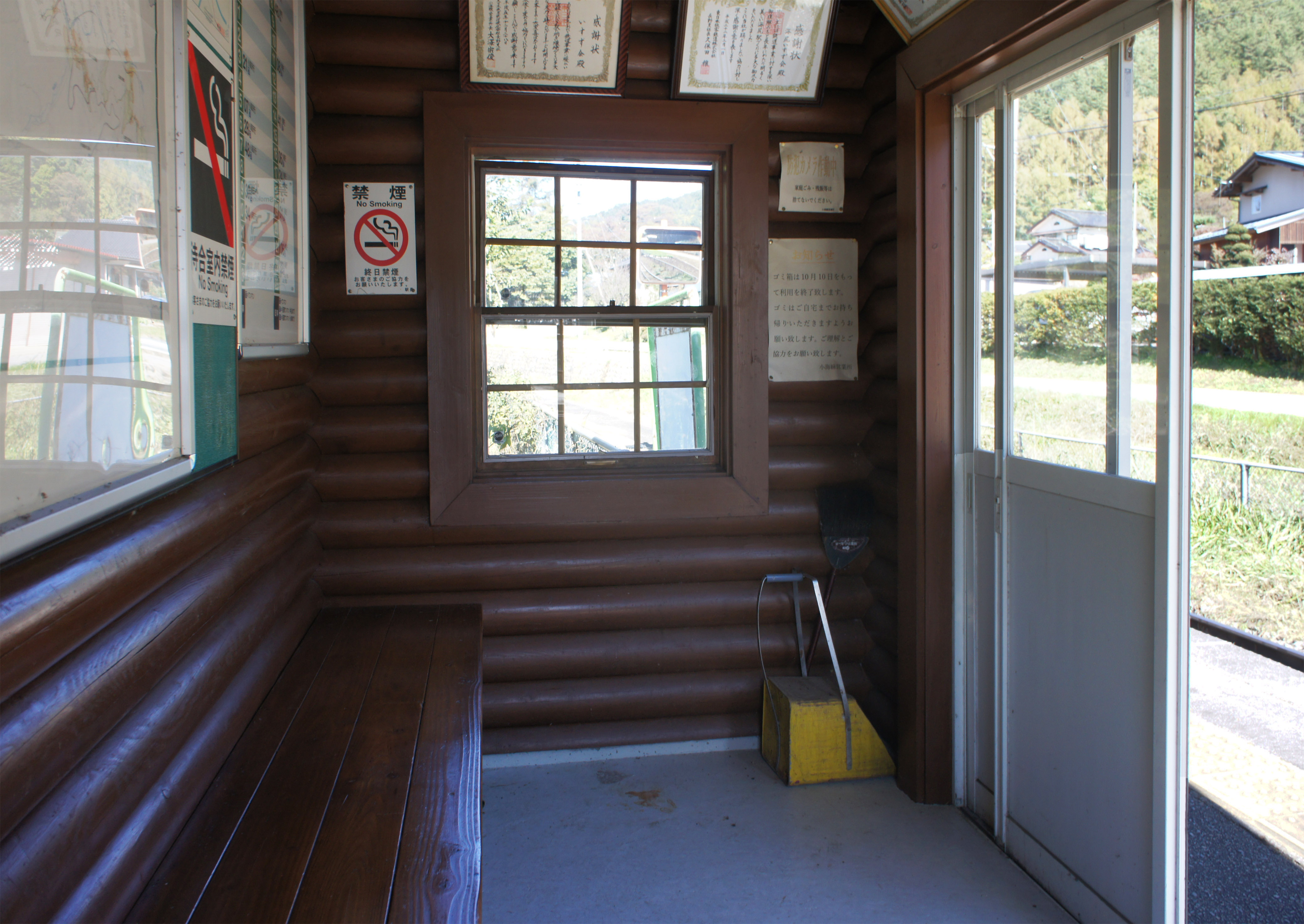
待合室（2021年10月）
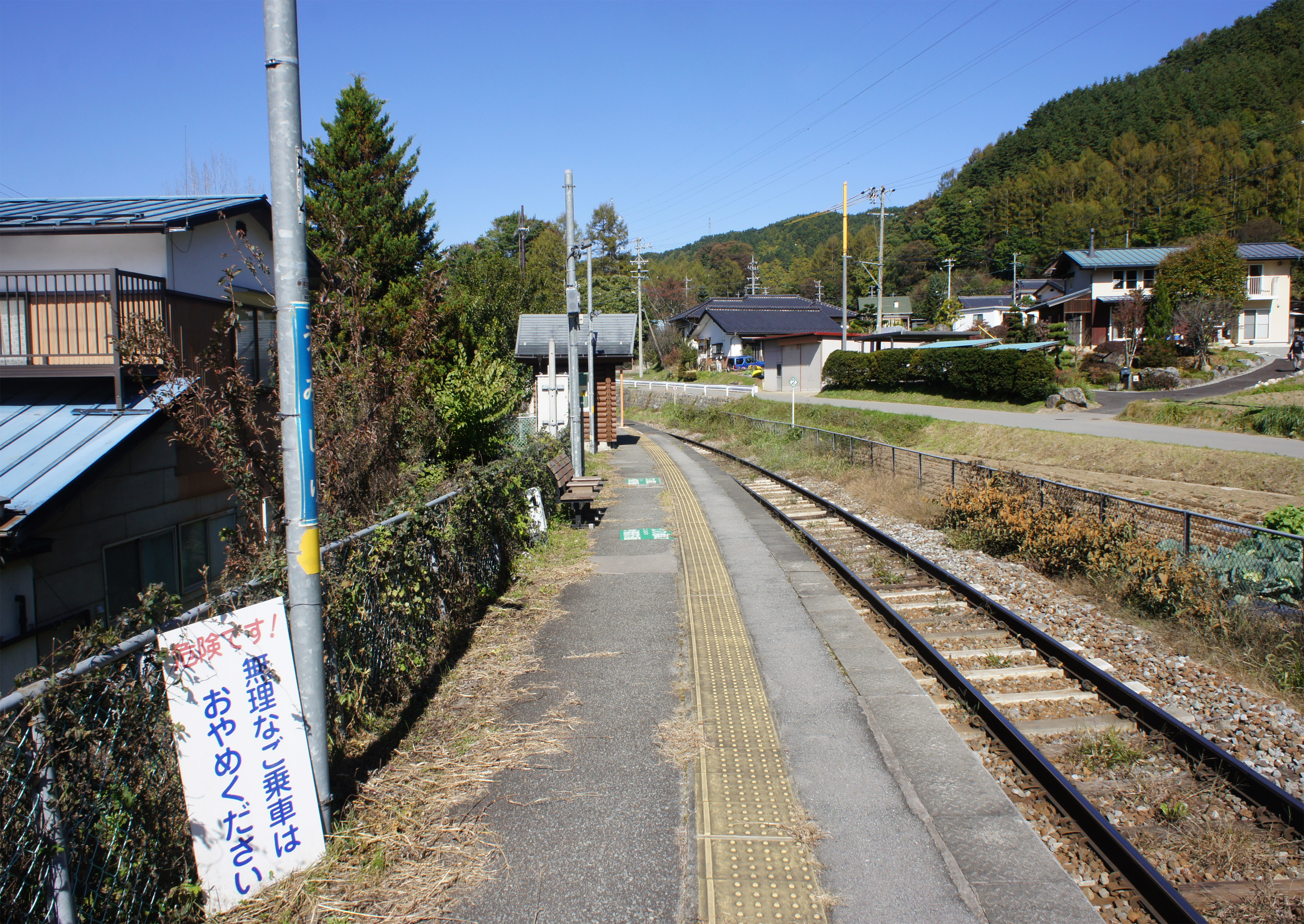
ホーム（2021年10月）

## 利用状況
2007年度（平成19年度）、2009年度（平成21年度）- 2011年度（平成23年度）の1日平均乗車人員の推移は以下のとおりであった。
| 乗車人員推移       | 乗車人員推移     | 乗車人員推移 |
| 年度               | 1日平均 乗車人員 | 出典         |
| ------------------ | ---------------- | ------------ |
| 2007年（平成19年） | 63               | [ 1 ]        |
| 2009年（平成21年） | 57               | [ 1 ]        |
| 2010年（平成22年） | 53               | [ 11 ]       |
| 2011年（平成23年） | 50               | [ 12 ]       |

## 駅周辺
- 千曲川[1]
- 国道141号
- 海尻城[1][10]

## 隣の駅
東日本旅客鉄道（JR東日本）
■小海線
佐久海ノ口駅 - 海尻駅 - 松原湖駅